# Edmund Drechsel
Ferdinand Heinrich Edmund Drechsel (n. 3 septembrie 1843, Leipzig, Regatul Saxoniei – d. 22 septembrie 1897, Napoli, Italia) a fost un biochimist german. A fost unul dintre cei mai importanți reprezentanți ai biochimiei din secolul al XIX-lea.

## Viața
Edmund Drechsel s-a născut la Leipzig în 1843, ca fiu al avocatului și notarului Carl Ferdinand Drechsel, originar din zona Munților Metaliferi. Din 1849 a urmat școala privată Hartmeyer și din 1855 până în 1861 a învățat la școala Sfântul Toma din Leipzig.
După absolvirea liceului, a studiat științele naturii, în special chimia, cu Otto Linné Erdmann la Universitatea din Leipzig și cu Hermann Kolbe la Universitatea din Marburg. În vara anului 1861 a devenit membru al corului universitar Leipzig din St. Pauli. În 1864 și-a luat doctoratul. A lucrat apoi ca asistent al lui Jacob Volhard la Universitatea din München și, din 1865, a lucrat cu Hermann Kolbe în Leipzig. În 1868 și-a început activitatea în domeniul lucrărilor cu plumb și argint în compania Gustave Dumont et frères în Sclaigneaux, Belgia. Din 1870 până în 1872 a fost asistent al lui Theodor Scheerer⁠(d) la Universitatea tehnică Bergakademie Freiberg.
În 1872 a devenit asistent al lui Carl Ludwig și șef al departamentului chimic al Institutului fiziologic de la Universitatea Leipzig. În 1875 și-a finalizat abilitarea cu lucrarea Contribuții la cunoașterea cianimidei și a devenit doctor privat-docent. În 1878 a devenit profesor asociat de biochimie la Facultatea de Medicină a Universității din Leipzig.
Din 1892 până în 1897, l-a succedat lui Marcel Nencki⁠(d) ca profesor titular de chimie fiziologică și patologică și farmacologie la Universitatea din Berna. În 1897 a rămas pentru cercetări la Stația Zoologică din Napoli unde a și murit, pe 22 septembrie.

## Contribuții științifice
Drechsel a adus contribuții importante la chimia fiziologică și fizică.
Este considerat un promotor al chimiei proteinelor (este și descoperitorul aminoacidului lizină). El a efectuat experimente de laborator pe proteine și a formulat o teorie a formării ureei din corpuri proteice prin intermediul acidului carbamic. Drechsel a descoperit electrosinteza prin curent alternativ și a descris reacțiile redox observate în electrozi. A investigat acidul glicolic, reducerea acidului carbonic în acid oxalic și chimia ficatului. Ciclizarea Borsche–Drechsel este denumită după el și Walther Borsche.
Următoarele echipamente de laborator și instrumente chimice îi poartă numele:
- Sticla splălător de gaze Drechsel
- Aparatul de extracție Drechsel
- Pâlnia de separare Drechsel

## Premii
- 1882: Doctor honoris causa (Dr. med. h. c.) de la Facultatea de Medicină a Universității din Leipzig
- 1885: Membru asociat al clasei de matematică și științe naturale a Academiei saxone de științe
- 1888: Membru al Academiei Leopoldină
- 1897: Membru al Societății Elvețiene pentru Cercetări Naturale

## Lucrări (selecție)
- Despre oxidarea glicocolului, leucinei și tirozinei și despre apariția acidului carbamic în sânge, în: Journal für Praktische Chemie 12 (1875), pp. 417-426. doi:10.1002/prac.18750120127
- Contribuții la cunoașterea cianamidei, în: Journal für Praktische Chemie 11 (1875), pp. 284–353. doi:10.1002/prac.18750110125
- Despre precipitarea varului de către alcalii acidului carbonic, în: Journal für Praktische Chemie 16 (1877), pp. 169-180. doi:10.1002/prac.18770160111
- Despre formarea ureei în organismul animal, în: Journal für Praktische Chemie 22 (1880), pp. 476-488. doi:10.1002/prac.18800220140
- Prima parte. Chimia secrețiilor și a țesuturilor , în: Ludimar Hermann : Handbuch der Physiologie, Volumul 5 (Manual de fiziologie a secreției și absorbției), FCW Vogel, Leipzig 1883, pp. 447-624.
- Electrolize și electrosinteză, în: Journal für Praktische Chemie 29 (1884), pp. 229-252. doi:10.1002/prac.18840290122
- Despre electroliza acidului caproic normal cu curenți alternativi, în: Journal für Praktische Chemie 34 (1886), pp. 135-151. doi:10.1002/prac.18860340118
- Despre electroliza fenolului cu curenți alternativi, în: Journal für Praktische Chemie 38 (1888), pp. 65-74. doi:10.1002/prac.18880380105
- Contribuții la cunoașterea metabolismului, în: Archive for Physiology (1891), pp. 236-247.
- Defalcarea substanțelor proteice, în: Archive for Physiology (1891), pp. 248-278.
- Despre reducerea soluțiilor de cupru alcalin de către corpuri proteice, în: Zeitschrift für Physiologische Chemie 21 (1895), pp. 68-70.